# Àlex Tarradellas
Àlex Tarradellas (Barcelona, 1982). És llicenciat en Humanitats per la Universitat Pompeu Fabra. Juntament amb Rita Custódio, ha traduït al portuguès diversos autors catalans, com Josep Pla, Mercè Rodoreda, Màrius Torres i Joan Margarit, i d'altres com Javier Puebla, Cristina Rivera Garza, Valeria Luiselli, Carlos Contreras Elvira i Florencia Bonelli.
També ha traduït al castellà autors com l'angolès José Luandino Vieira i la moçambiquesa Paulina Chiziane. Ha format part del consell editorial de la revista bilingüe de traducció literària Capicua, un pont entre les lletres portugueses i catalanes durant els tres primers números. Aquest projecte, editat per l'associació cultural CatalunyApresenta, pretén acostar lectors, autors, editors i traductors de les dues literatures més enllà de les seves fronteres lingüístiques. A més de la seva tasca com a traductor, és coautor (també amb Rita Custódio) de la guia Volver a Lisboa, de l'editorial Anaya, un recorregut no només turístic per la capital portuguesa.